# Centriscus scutatus
Centriscus scutatus (Syn.: Amphisile scutata) ist eine Art aus der Familie der Schnepfenmesserfische (Centriscinae) und kommt im Roten Meer, im Persischen Golf und im tropischen Indopazifik bis nach Neuguinea, Australien und Japan vor.

## Merkmale
Er wird maximal 15 cm lang und besitzt einen langgestreckten messerförmigen Körper mit scharfer Bauchkante und weit ans Körperende versetzten Rückenflossen. Die weichstrahlige zweite Rückenflosse und die Schwanzflosse stehen ventral. Die erste Rückenflosse wird von drei Flossenstacheln gestützt, die zweite von zehn bis zwölf Weichstrahlen. Die Afterflosse besitzt elf bis zwölf Weichstrahlen. Der Hauptflossenstrahl der ersten Rückenflosse ist ohne Gelenk und starr, wichtigstes Charakteristikum der Gattung Centriscus. Centriscus scutatus ist silbrig gefärbt und besitzt auf den Flanken einen rötlich-braunen bis schwärzlichen Streifen, der sich von der Spitze der pinzettartigen Schnauze bis zu Basis der zweite Rückenflosse erstreckt. Jungfische ähneln einem eckigen braunen Blatt.

## Lebensweise
Centriscus scutatus lebt in drei bis hundert Metern Tiefe küstennah über sandigem oder schlammigen Meeresboden, normalerweise in großen Schulen oberhalb von 15 Metern zwischen verzweigten Korallen, Schwarzen Korallen und in Schiffswracks. Jungfische verstecken sich oft zwischen Haarsternen oder den Stacheln von Seeigeln. Er ernährt sich von kleinen, planktontischen Krebstieren. Wie alle Schnepfenmesserfische schwimmt er mit einer Neigung von mindestens 20° oder senkrecht mit dem Kopf nach unten.